# Podium trigonopsoides
Podium trigonopsoides är en biart som beskrevs av Menke 1974. Podium trigonopsoides ingår i släktet Podium och familjen grävsteklar. Inga underarter finns listade i Catalogue of Life.